# Egipto en los Juegos Olímpicos de Helsinki 1952
Egipto estuvo representado en los Juegos Olímpicos de Helsinki 1952 por un total de 106 deportistas masculinos que compitieron en 14 deportes.

## Medallistas
El equipo olímpico egipcio obtuvo las siguientes medallas:
| Nombre           | Deporte            | Competición |
| ---------------- | ------------------ | ----------- |
| Oro              |                    |             |
| —                |                    |             |
| Plata            |                    |             |
| —                |                    |             |
| Bronce           |                    |             |
| Abdel Aal Rashed | Lucha grecorromana | 62 kg M     |